# La Anunciación (Zurbarán)
Anunciación es el tema de un cuadro de Francisco de Zurbarán, que compone la referencia 121 en el catálogo razonado y crítico, realizado por Odile Delenda, historiadora del arte especializada en este pintor.

## Introducción
De entre los evangelios canónicos, la anunciación solo se cita en el de Lucas (Lc 1:26-31). Este tema ha sido siempre muy tratado en el arte cristiano, en diversas variantes iconográficas. Según Johannes Molanus: «La Virgen estaba de rodillas, meditando sobre los misterios de la Redención, cuando el ángel Gabriel apareció ante ella». A esta escena se añadió posteriormente un rompimiento de gloria, con otros ángeles. En la mayoría de las anunciaciones italianas y flamencas el ángel aparece con un brazo extendido hacia María, inclinada y con los brazos cruzados sobre el pecho. Francisco Pacheco invirtió este esquema en la Anunciación que pintó para el retablo de la capilla del capitán Barrionuevo, en la iglesia de Santiago de Sevilla, y Zurbarán adoptó este nuevo esquema en la presente obra.

### Datos técnicos y registrales
- Originariamente, en el compartimento izquierdo del primer cuerpo del retablo del altar mayor de la Cartuja de Jerez de la Frontera.

- Actualmente en el Museo de Grenoble (Inv. n° 559)
- Pintura al óleo sobre lienzo, 266 x 184,5 cm;[4]
- Fecha de realización: 1638-1639;
- Restaurado en 1987;[5]
- Catalogado por Odile Delenda con el número 121, y por Tiziana Frati con el 253.[6]

### Descripción de la obra
En este lienzo Zurbarán alcanza una gran perfección, tanto formal como en la integración de los heterogéneos elementos que lo componen. Con ello realiza una obra grandiosa y contemplativa a la vez, despojada tanto de la usual agitación barroca como del intelectualismo manierista. Es también notable el decorado —sencillo y monumental a la vez— y la discreta inserción del rompimiento de gloria.
Los rostros de la Virgen y de Gabriel se ven de frente. La colocación de ambas figuras crea un espacio psicológico, con matices expresados con fuerza y delicadeza. Gabriel cruza las manos sobre el pecho, con una gracia exenta de afectación. María vuelve la cabeza hacia el ángel, y extiende una de sus manos —exquisitamente pintadas— entreabierta en señal de aceptación. Su cabello modestamente recogido, la postura natural y su atavío sencillo, contribuyen a darle un aspecto meditativo, de gran dignidad y distinción, consciente de la gran misión a ella encomendada. La naturaleza muerta consta de un cesto de labor en primer término, un libro en el atril y un hermoso jarrón con azucenas en el centro.

## Procedencia
1. Cartuja de Jerez de la Frontera, 1638/40-1810;
2. Madrid, depósito del Rosario, 1810-1813, nº 67
3. Madrid, Real Academia de Bellas Artes de San Fernando, 1819-1824;
4. Jerez de la Frontera, Cartuja, 1820-1835;
5. Real Academia Provincial de Bellas Artes de Cádiz, diciembre de 1835-junio de 1837;
6. Vendido en 80.000 reales al barón Taylor por José Cuesta de Sevilla por intermediación de Antonio Mesa, 20 de junio de 1837;
7. Real Orden autorizando la venta, 9 de julio de 1837; París,
8. París, Galería española de Luis Felipe, 1838-1848, nº 329 (1), nº 339 (4);
9. París, almacenes del Louvre, 1848-1850;
10. Londres, Christie’s, venta Louis-Philippe, 7 de mayo de 1853, nº 140;
11. Comprado por Colnaghi para el duque de Montpensier (1.700 £ los cuatro lienzos procedentes del retablo);
12. Sevilla, Palacio de San Telmo, colección duques de Montpensier, 1853-1873;
13. Boston, Atheneum, 1874-1876;
14. Sevilla, Palacio de San Telmo, 1876-1897;
15. Palacio de Villamanrique de la Condesa, colección de la condesa de París, 1897-1900;
16. París, marchante Féral, 1900-1901;
17. Vendido al coronel de Beylié en mayo de 1901 (5.000 FF);
18. Donado al Museo de Grenoble en junio de 1901.[9]